# Lionel Emmett
Lionel Charles Renwick Emmett  (ur. 8 stycznia 1913 w Achalpur, zm. 9 sierpnia 1996 w Colchesterze) – indyjski hokeista na trawie. Złoty medalista olimpijski z Berlina.
Zawody w 1936 były jego jedynymi igrzyskami olimpijskimi. W turnieju wystąpił tylko w jednym spotkaniu.